# マディソン・イーグル
マディソン・イーグル（Madison Eagles、女性、1984年6月5日 - ）は、オーストラリア・シドニー出身のプロレスラー。

## 経歴
オーストラリアIWAのトレーニングスクール出身。2001年11月デビュー。
2003年、当時WWEの下部組織であったOVWに遠征。
11月、ビッグイベント「Australian Supershow 2」に女子選手として初めて試合出場。
その頃には、夫ライアンと共にPWAと女子団体PWWAを旗揚げ。
2008年9月、ROH初参戦。
その後はROHの姉妹団体、SHIMMERにも参戦し、2010年4月11日にSHIMMER王座獲得。アメリカ遠征中の栗原あゆみとも対戦している。
同年11月30日のエスオベーション「Joshi 4 Hope」で初来日が決定。NEO女子プロレスにも参戦。
2014年3月、4年ぶりに来日。9日のJoshi 4 Hopeでディアナのイーヴィーと組み、中川ともか&ケリー・スケーター組が持つSHIMMERタッグ王座に挑むが敗退。16日にはスターダム初参戦で彩羽匠と対戦も敗れた。

## 獲得タイトル
- IWA女子王座
- SHIMMER王座

## 得意技
- ヘルバンド